# Breitenholz (Rastatt)
Die Wüstung Breitenholz ist eine abgegangene Siedlung zwischen Rastatt und der Rheinau.
Die 1320 erstmals erwähnte Siedlung ging im 16. Jahrhundert im Stadtgebiet von Rastatt auf.
Die Siedlung gehörte den Mönchen vom Kloster Selz, deren Rechte bis an die Gemarkung Rastatt reichten. Um 1370 regelte der Markgraf die Besitzverhältnisse und die Zahlung des Dehme, da die Schweine der Mönche scheinbar öfters im Wald des Markgrafen fraßen.: ...Dieselben hoflute und die zu Breitenholz sind gesessen, die hant kein reht in Rastetter marck; sie tunde es denne mit irem willen., ...is es, das er meinet, das er selber genug heb sinen swinen in des klosters welden, da mag er wohl beliben. Wer es aber, das er sin swin lisse lofen in unser welde, funde man sie denne zu dem dritten mal, so sol er unserem herren dehemen geben, also ein ander, der sin ist.
Übersetzung und Erläuterung: 

Die Mönche von Breitenholz und die anderen Höfe haben keine Rechte auf dem Rastatter Grund, nehmen sich aber die selbigen. Die Mönche können auf ihren Weiden die Schweinemast mit Eicheln betreiben wie sie wollen, findet man jedoch das dritte Mal ein Schwein der Mönche oder von deren Leibeigene auf dem Grund des Markgrafen, so müssen die Mönche den Schweinezehnt an den Markgrafen zahlen.